# ميتسوماسا يودا
ميتسوماسا يودا (باليابانية: 依田 光正) (7 أغسطس 1977 في طوكيو في اليابان – )؛ هو لاعب كرة قدم ياباني سابق كان يلعب كمدافع.

## وصلات خارجية
- ميتسوماسا يودا على موقع رابطة كرة القدم اليابانية للمحترفين (اليابانية)
- ميتسوماسا يودا على موقع Soccerway.com (الإنجليزية)